# Samuel S. Conner
Samuel Shepard Conner (* um 1783 in Exeter, New Hampshire; † 17. Dezember 1820 in Covington, Kentucky) war ein US-amerikanischer Politiker. Zwischen 1815 und 1817 vertrat er den Bundesstaat Massachusetts im US-Repräsentantenhaus.

## Werdegang
Samuel Conner besuchte bis 1794 die Phillips Exeter Academy und danach bis 1806 das Yale College. Nach einem anschließenden Jurastudium und seiner Zulassung als Rechtsanwalt begann er ab 1810 in Waterville im damaligen Maine-Bezirk des Staates Massachusetts in diesem Beruf zu arbeiten. Während des Britisch-Amerikanischen Krieges war er zunächst Major und dann Oberstleutnant in einer Infanterieeinheit der US Army. Nach dem Krieg setzte er seine Anwaltstätigkeit in Waterville fort. Politisch wurde er Mitglied der Demokratisch-Republikanischen Partei.
Bei den Kongresswahlen des Jahres 1814 wurde Conner im 19. Wahlbezirk von Massachusetts in das US-Repräsentantenhaus in Washington, D.C. gewählt, wo er am 4. März 1815 die Nachfolge von James Parker antrat. Bis zum 3. März 1817 konnte er eine Legislaturperiode im Kongress absolvieren. Nach dem Ende seiner Zeit im US-Repräsentantenhaus wurde Samuel Conner im Jahr 1819 Leiter der Landvermessung im Ohio Land District. Er starb am 17. Dezember 1820 in Covington.